# NGC 6868
NGC 6868 ist eine elliptische Galaxie mit aktivem Galaxienkern vom Hubble-Typ E2 im Sternbild Teleskop am Südsternhimmel. Sie ist schätzungsweise 126 Millionen Lichtjahre von der Milchstraße entfernt und hat einen Durchmesser von etwa 135.000 Lichtjahren.
Im selben Himmelsareal befinden sich u. a. die Galaxien NGC 6861, NGC 6870, IC 4943.
Das Objekt wurde am 7. Juli 1834 von John Herschel entdeckt.

## NGC 6868-Gruppe (LGG 430)
| Galaxie   | Alternativname | Entfernung/Mio. Lj |
| --------- | -------------- | ------------------ |
| NGC 6851  | PGC 64044      | 134                |
| NGC 6861  | PGC 64136      | 125                |
| NGC 6870  | PGC 64197      | 131                |
| NGC 6875  | PGC 64296      | 139                |
| NGC 6875A | PGC 64240      | 140                |
| NGC 6861D | PGC 64153      | 116                |
| IC 4943   | PGC 64102      | 131                |
| NGC 6868  | PGC 64192      | 126                |
| NGC 6893  | PGC 64507      | 135                |
| PGC 64411 | ESO 284-47     | 130                |
| PGC 64182 | ESO 233-36     | 146                |